# 耳柄蒲儿根
耳柄蒲儿根（学名：Sinosenecio euosmus）是菊科蒲儿根属的植物。分布于缅甸以及中国大陆的陕西、甘肃、湖北、四川、云南、西藏等地，生长于海拔2,400米至4,000米的地区，一般生于林缘、高山草甸或潮湿处，目前尚未由人工引种栽培。

## 别名
齿裂千里光（中国高等植物图鉴）、槭叶千里光

## 异名
- Senecio euosmus Hand.-Mazz.
- Senecio winklerianus Hand.-Mazz.